# Homalia flabellata
Homalia flabellata là một loài rêu trong họ Neckeraceae. Loài này được (Sm.) Bosch & Sande Lac. mô tả khoa học đầu tiên năm 1863.